# Pac-Mania
 (juin 2015).
Si vous disposez d'ouvrages ou d'articles de référence ou si vous connaissez des sites web de qualité traitant du thème abordé ici, merci de compléter l'article en donnant les références utiles à sa vérifiabilité et en les liant à la section « Notes et références ».
Pac-Mania (パックマニア) est un jeu vidéo de labyrinthe développé et manufacturé par Namco en 1987 sur borne d'arcade. Il a été adapté sur diverses plates-formes familiales.

## Système de jeu
Le jeu est très semblable à Pac-Man, mais les niveaux sont affichés en 3D isométrique. Le joueur a également la possibilité de sauter par-dessus les ennemis comme dans un jeu de plates-formes.

## Versions
Pac-Mania est sorti sur Amiga, Atari ST, Amstrad CPC, Commodore 64 et ZX Spectrum en 1988 (Teque Software, Grandslam), sur MSX2 et Sharp X68000 en 1989, sur Nintendo Entertainment System en 1990, sur Acorn Archimedes, Master System et Mega Drive en 1991 (Sculptured Software, Tengen).
Le jeu a été réédité sur PlayStation (1997), Game Boy Advance (2001), GameCube, PlayStation 2, Windows, Xbox (2002, 2005), notamment au travers les compilations Namco Museum.